# Gertrud Serner-Petrén
Gertrud Birgit Serner-Petrén, född Serner 6 oktober 1906 i Lund, död 13 december 1996 i Stockholm, var en svensk museiintendent.
Gertrud Serner-Petrén var dotter till ingenjören Jöns Serner (1876–1946) och Elin, född Åkesson (1878–1967). Hon blev 1935 filosofie licentiat i konsthistoria vid Lunds universitet. Hon blev 1936 anställd vid Nationalmuseum, blev 1937 amanuens där, 1944 intendent där och 1949 förste intendent där. Hon gick 1972 i pension. Hon skrev ett antal monografier, exempelvis över Joseph Magnus Stäck, Gösta Sandels och Hjalmar Asp. Hon skapade även katalog över John Josephsons konstsamling.
År 1977 mottog hon Illis Quorum.
Hon var från 1942 gift med ambassadör Sture Petrén (1908–1976) och fick med honom en dotter, journalisten Viveka Petrén-Holmgren (född 1943). Makarna Petrén är begravda på Norra kyrkogården i Lund.